# Boô-Silhen
Boô-Silhen (gaskognisch Bòr e Silhen) ist eine französische Gemeinde mit 319 Einwohnern (Stand 1. Januar 2022) im Département Hautes-Pyrénées in der Region Okzitanien; sie gehört zum Arrondissement Argelès-Gazost und zum Kanton La Vallée des Gaves.

## Lage
Dir Gemeinde Boô-Silhen liegt in den Pyrenäen, rund 26 Kilometer (Luftlinie) südwestlich von Tarbes und östlich des Flusses Gave de Pau im Umfeld des Nationalparks Pyrenäen.
Die Gemeinde besteht aus den Dörfern Boô und Silhen, den Weilern (hameaux) Asmets und Brouca sowie einigen Einzelgehöften. 

## Geschichte
Erste namentliche Erwähnungen erfuhren die Orte als Silien im Jahr 870 im „grünen Buch von Bénac“ und als Bor im Kopialbuch von Saint-Savin. Im frühen Mittelalter wechselte die Herrschaft häufig (Westgoten, Basken, Franken, Sarazenen). Danach war der Ort jahrhundertelang unter der Herrschaft des Königreichs Aquitanien respektive des Herzogtums Gascogne. Von 900 bis 1609 gab es eine Grafschaft Bigorre innerhalb der vorgenannten Gebiete. Im Hundertjährigen Krieg war Boô-Silhen manchmal unter englischer, manchmal unter französischer Herrschaft. Von 1425 bis 1609 gehörte der Ort als Teil der Grafschaft Bigorre zur nur lose mit Frankreich verbundenen Grafschaft Foix. Weil der letzte Herrscher dieser Grafschaft, König Heinrich II. aus dem Hause Bourbon, 1589 den Thron von Frankreich (als Heinrich IV.) bestieg, waren die Orte der Region 1609 bis 1789 Krondomäne. Die Gemeinde gehörte von 1793 bis 1801 zum District Argelès. Zudem war sie von 1793 bis 1801 Teil des Kantons Préchac und von 1801 bis 2015 Teil des Kantons Argelès-Gazost (1793–1896 unter dem Namen Kanton Argelès). Mit Ausnahme der Jahre 1926 bis 1942 (Arrondissement Bagnères) war Boô-Silhen seit 1801 Teil des Arrondissements Argelès-Gazost. Die Gemeinde ist Teil der historischen Landschaft Lavedan (auch Pays des Sept Vallées genannt).

## Bevölkerungsentwicklung
| Jahr                       | 1962 | 1968 | 1975 | 1982 | 1990 | 1999 | 2006 | 2012 | 2020 |
| Einwohner                  | 144  | 165  | 164  | 275  | 269  | 271  | 274  | 270  | 334  |
| Quellen: Cassini und INSEE |      |      |      |      |      |      |      |      |      |

Die zunehmende Mechanisierung der Landwirtschaft führte zu einem kontinuierlichen Absinken der Einwohnerzahlen bis auf die Tiefststände im 20. Jahrhundert. Zwischen 1975 und 1982 kam es zu einer starken Wachstumsphase.

## Sehenswürdigkeiten
- romanische Kirche Saint-Barthélemy in Boô aus dem 12. Jahrhundert; seit 1986 Monument historique
- romanische Kirche Saint-Vincent in Silhen aus dem 11. und 12. Jahrhundert; seit 1986 Monument historique
- Kirche von Asmets
- zwei Wegkreuze

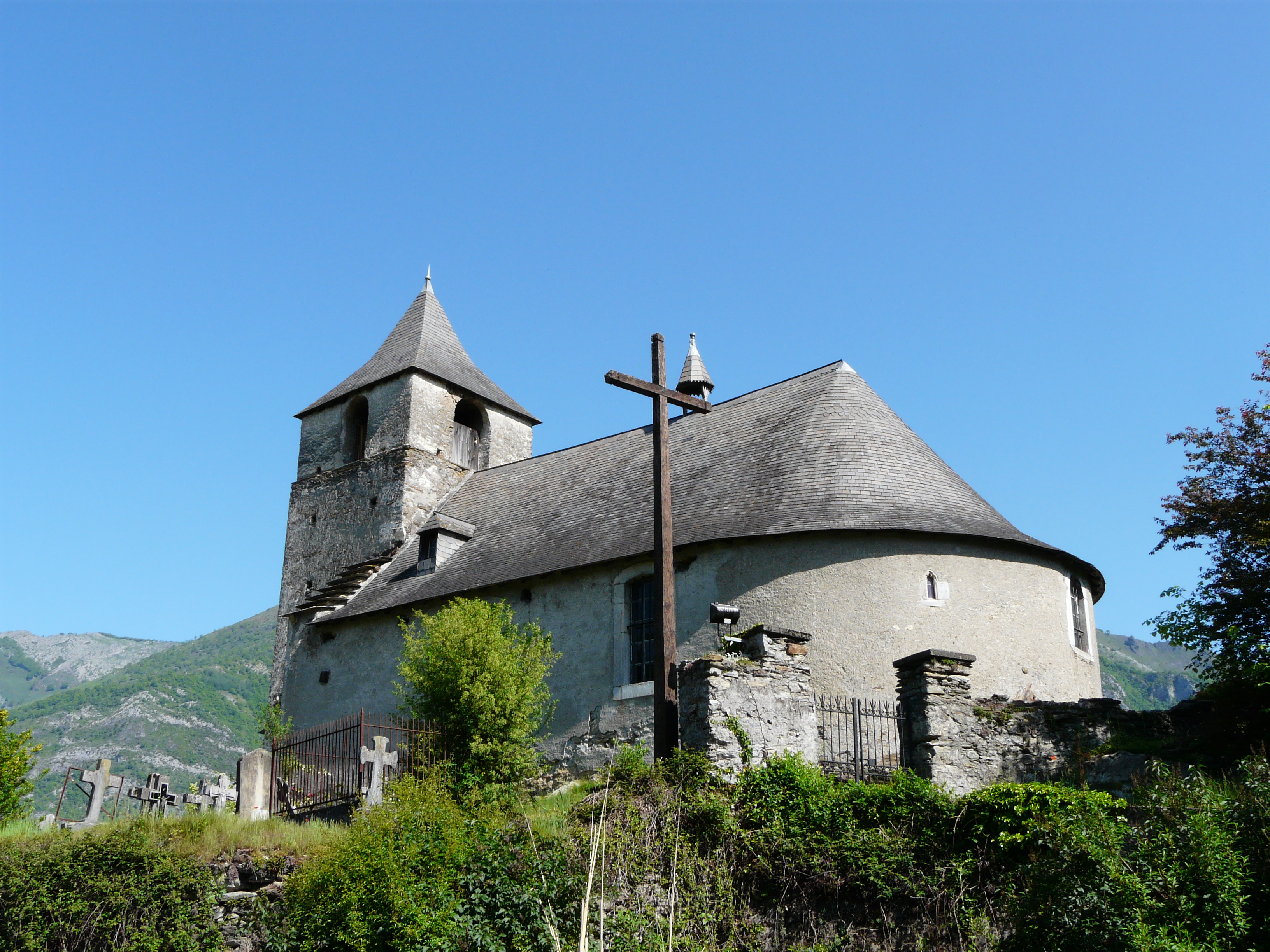
Kirche Saint-Barthélemy in Boô
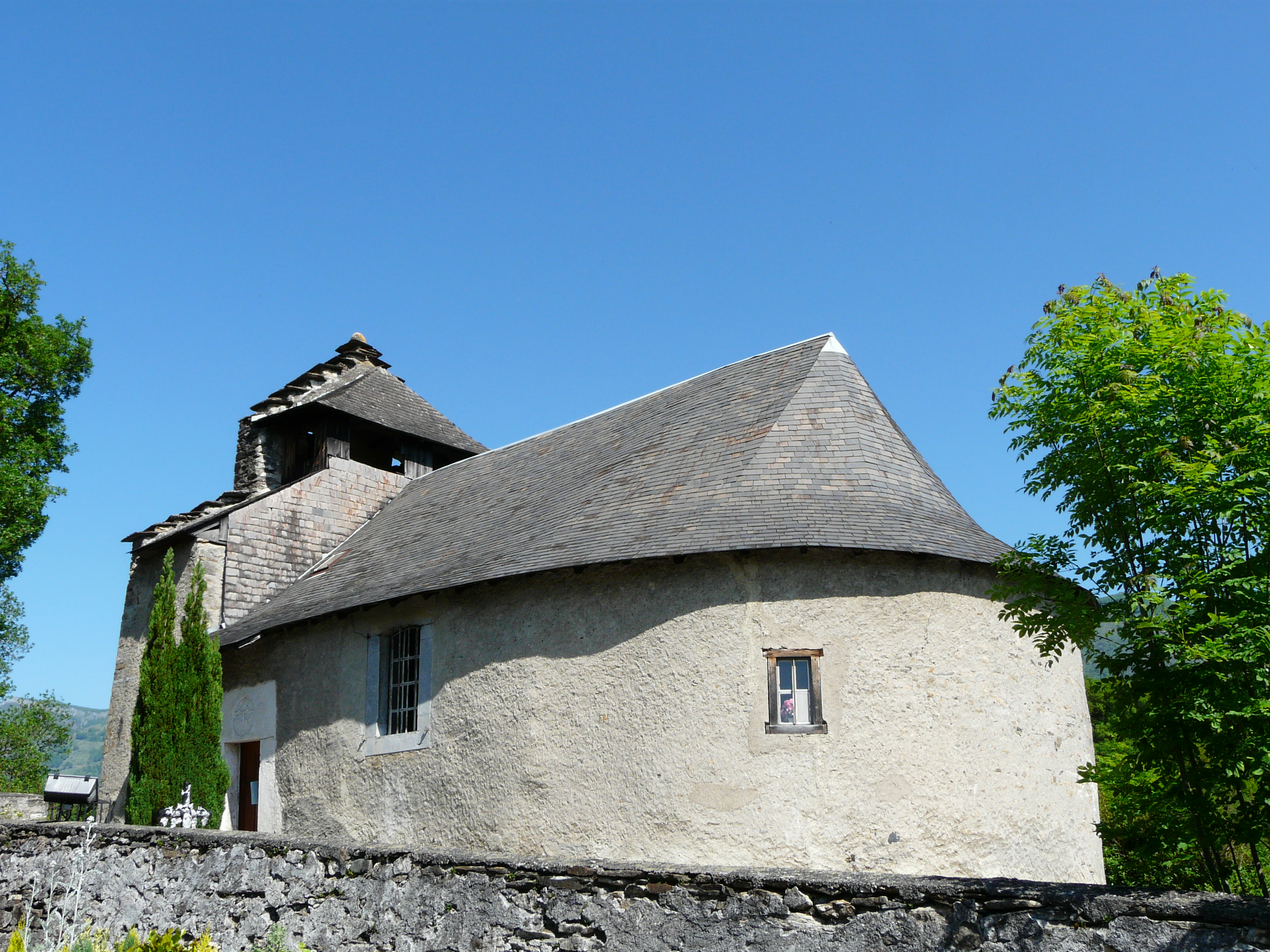
Kirche Saint-Vincent in Silhen
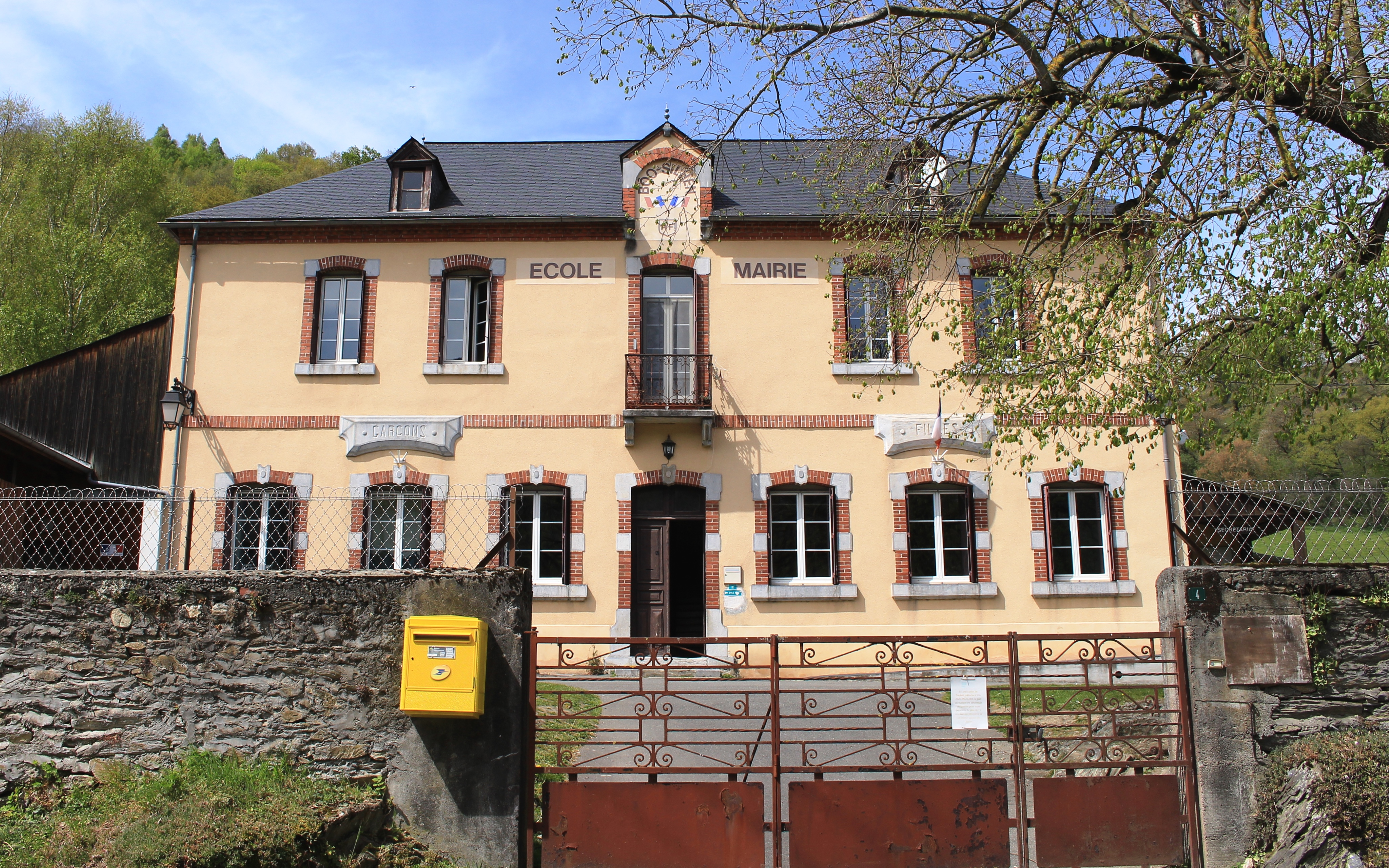
Rathaus (mairie) und Schule
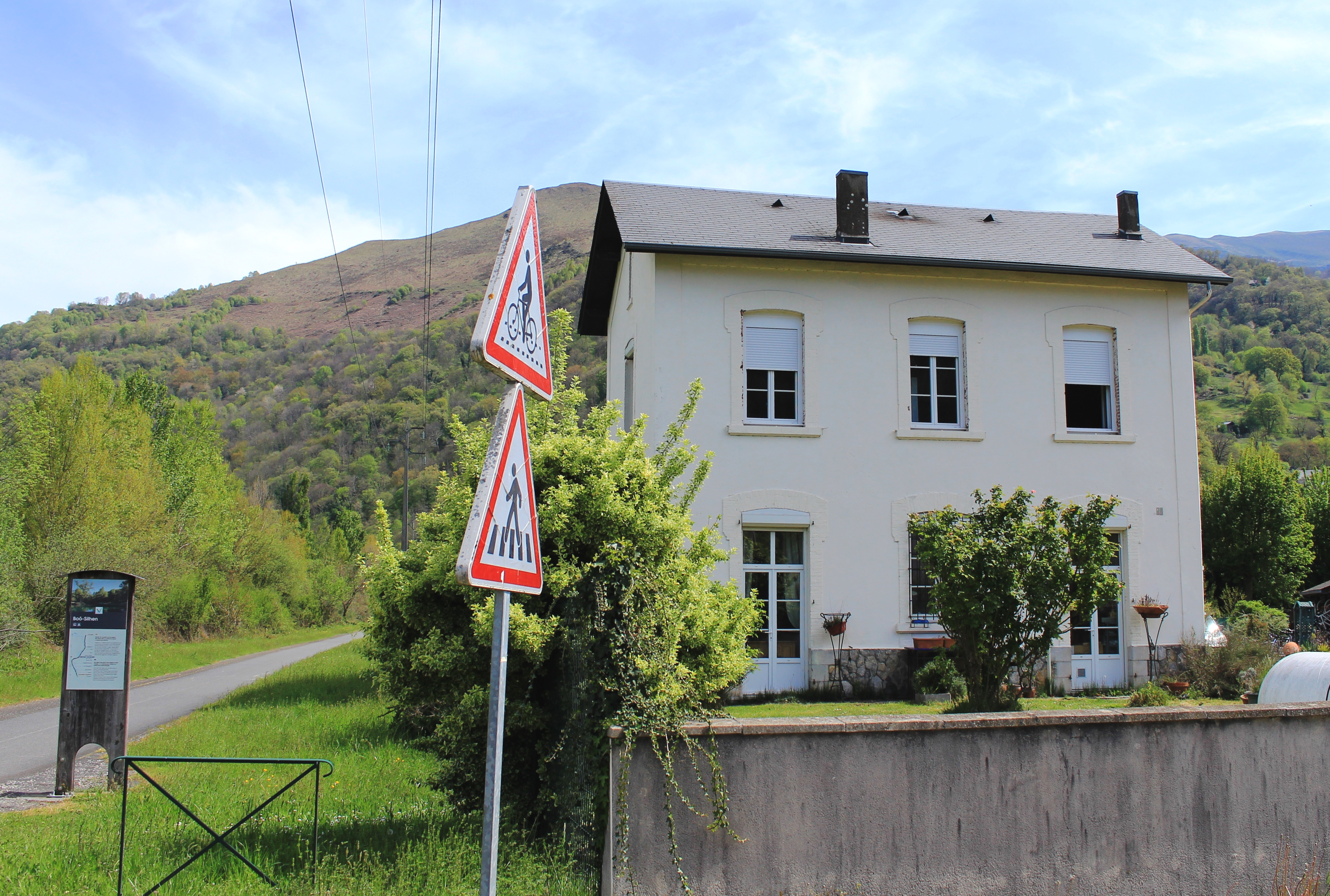
Ehemaliger Bahnhof